# 杜恆德
杜恒德（1559年—？），字子貞，號肖岩，浙江衢州府西安縣民籍，明朝人物。

## 生平
习《易经》，縣學增廣生。萬曆十九年（1591年）中式辛卯科浙江鄉試第五十一名舉人。

## 家族
曾祖杜璦；祖杜欄，冠带耆民；父杜祐卿，廪生。母方氏；继母江氏。永感下。兄觀德，庠生。弟覿德，庠生；性德；忭德，庠生；進德。